# Kamoliddin Tojiyev
Kamoliddin Tojiyev (Jizzax, 3 maggio 1983) è un ex calciatore uzbeko, di ruolo difensore.

## Palmarès

### Club

#### Competizioni nazionali
- Coppa dell'Uzbekistan: 9

Paxtakor: 2001, 2002, 2003, 2004, 2005, 2006, 2007, 2009, 2011
- Campionato uzbeko: 8

Paxtakor: 2002, 2003, 2004, 2005, 2006, 2007, 2014, 2015
- Supercoppa di Cina: 1

Jiangsu Sainty: 2013